# Maria Luise Weissmann

Maria Luise Weissmann 1926

Maria Luise Weissmann (* 20. August 1899 in Schweinfurt; † 7. November 1929 in München) war eine deutsche Lyrikerin.

## Leben
Weissmann war das älteste Kind des Gymnasialprofessors Karl Weissmann und dessen Frau Klara, geb. Ernst. Sie verlebte eine behütete Kindheit zunächst in Schweinfurt und ab 1909 in Hof, wohin der Vater versetzt worden war. Im Ersten Weltkrieg übersiedelte sie nach Nürnberg, wo ab 1918 erste Arbeiten (teilweise unter dem Pseudonym M. Wels) im Fränkischen Kurier erschienen. Dort befreundete sie sich mit Georg Britting, in dessen Zeitschrift Die Sichel vier ihrer Gedichte erschienen, und wurde Sekretärin des Nürnberger Literarischen Bundes. Bei einer Lesung dort lernte sie im Juni 1918 den Autor und Verleger Heinrich F. S. Bachmair, den sie vier Jahre später heiraten sollte.
1919 übersiedelte Weissmann nach München, wo sie in der von Bachmair neu gegründeten Buchhandlung Die Bücherkiste zusammen mit ihrem Cousin Wilhelm von Schramm arbeitete. Sie trat der Münchener Gesellschaft Bund für Buddhistisches Leben bei und arbeitete in dem der Gesellschaft verbundenen Verlag von Oskar Schloß in Neubiberg. Außerdem wurde sie Mitglied der 1919 in Nürnberg gegründeten literaturrevolutionären Gruppe Das junge Franken. In den folgenden Jahren veröffentlichte sie Gedichte in verschiedenen Zeitschriften, darunter Die Sichel, Der Weg, Der Anbruch und Die Flöte.
Bachmair hatte sich auf Seite der Linken in der Münchner Räterepublik engagiert und war nach deren Ende zu Festungshaft verurteilt worden. Im Juli 1920 kam er frei und Weissmann zog zu ihm nach Pasing und heiratete ihn im Juni 1922. In den folgenden Jahren lebte das Paar abwechselnd in Pasing, München und Dresden. Im gleichen Jahr 1922 erschien auch ihr erster Gedichtband Das frühe Fest.
Als Beispiel für ihre Lyrik kann dessen Titelgedicht dienen:
Das frühe Fest

Du bist die silberne Weide am Bach.

Schatten der Wolke Du schwimmend.

Du gehst über die mondenen Wege.

Die Städte-Straßen kennen Dich.

Tiere spürten Deiner Fährte all.

Nun suchen Waller, steile, Dich gebetvoll.

Da rot mein Fuß ging – Deine Ferne brannte! –

Liebend erkannten sich die Wandernden.
Hartmut Vollmer meinte dazu, dass Weissmann hier „im Geist Rilkes und Hofmannsthals voller subtiler Bildhaftigkeit die Spannung zwischen endlicher menschlicher Existenz und ewigem vollkommenen Dasein“ gestalte.
Im November 1929 erkrankte Weissmann plötzlich an einer schweren Angina und starb kurz darauf an den Folgen einer Sepsis. Sie wurde auf dem Münchner Waldfriedhof bestattet.

## Werke
- Das frühe Fest. Gedichte. Pasing 1922.
- Robinson. Lyrischer Zyklus. Pasing 1924.
- Mit einer kleinen Sammlung von Kakteen. 6 Sonette. Privatdruck, Hamburg & München 1926.
- Gartennovelle. Söcking 1949 (unvollendet).

Übertragungen:
- Paul Verlaine: Les Amies/Freundinnen. München 1927.
- Pierre Louÿs: Mytilenische Elegien. München 1931.

Ausgaben:
- Gesammelte Dichtungen. Pasing 1932.
- Imago. Ausgewählte Gedichte. Starnberg 1946.
- „Ich wünsche zu sein, was mich entflammt“. Gesammelte Werke. Hg. Hartmut Vollmer. Elfenbein, Berlin 2004, ISBN 3-932245-68-7.
- Ausgewählte Gedichte. Degener, Potsdam 2010, ISBN 978-3-940531-20-9.
- Traum treibt mich um – Maria Luise Weissmann – Im zarten Schwingen mit der Welt, Anthologie, Norderstedt, 2021, ISBN 978-3-752668-14-8